# باثل (واشینگتن)
باثل (به انگلیسی: Bothell) شهری در شهرستان کینگ در ایالت واشینگتن است که در سرشماری سال ۲۰۱۰ میلادی، ۳۳۵۰۵ نفر جمعیت داشته‌است.